# Sylvain Salnave

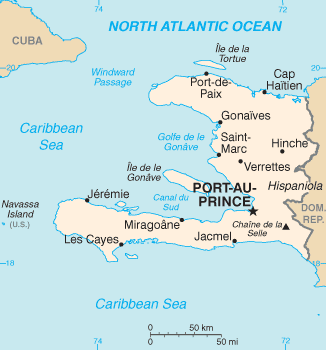
Mapa d'Haití

Sylvain Salnave (Cap-Haitien, 7 de febrer de 1827 - Port-au-Prince, 15 de gener de 1870) fou president de la república d'Haití de 1867 a 1870.
Entrà molt jove en l'exèrcit i el 1859 ja tenia el grau de comandant. Prengué part, o almenys simpatitzà amb la del revolta del general Longuefosse (1864), i ajusticiat aquell, organitzà una altra revolució, que també fracassà, refugiant-se a Santo Domingo. D'allà es traslladà a Cap-Haitien i preparà un altremoviment revolucionari, que trobà molts adeptes (7 de maig de 1865), i hagués triomfat a no ser perquè Salnave va ofendre als tripulants d'un vaixell anglès, que bombardejaren la ciutat i desbarataren el moviment. Condemnat a mort per contumàcia, anà fugitiu durant força temps, fins que la pèssima administració del president Geffrard li'n donà motiu per intervenir de bell nou, enderrocant aquesta vegada en Geffrard.
Llavors es va fer elegir president i s'aplicà a fomentar la riquesa del país. Aviat, però, els partidaris de l'anterior president formaren un poderós partit d'oposició i esclatà la guerra civil. Al principi Salnave, aconseguí algunes avantatges sobre els seus contraris, que es refugiaren i es feren forts a Port-au-Princep bombardejà la ciutat i destruí part d'ella, però li sortí a l'encontre el general Nissage Saget, que el derrotà i l'obligà a fugir, sent detingut en la frontera de Santo Domingo i afusellat a les poques hores, després d'un judici sumaríssim.